# Herson (kolonija)
Herson (grško: Χερσόνησος/Hersónesos, latinsko: Chersonesus, bizantinsko grško: Χερσών/Hersón, starovzhodnoslovansko: Корсунь, Korsun, ukrajinsko in rusko: Херсонес/Hersones) je bila stara grška kolonija na jugozahodu polotoka Krima. Kolonijo so v 6. stoletju pred n. št. ustanovili kolonisti iz Heraclee Pontice.
Mesto je stalo na obali Črnega morja v bližini današnjega Sevastopola. Imenovalo se je tudi  »Ukrajinski Pompeji« in »Ruska Troja«. Grško ime Hersónes pomeni preprosto »polotok« in jedrnato opisuje prostor, na katerem je bilo zgrajeno. 
Hersona se ne sme zamenjati s Tavriškim Hersonom (Hersonesos Taurica), ki pomeni celo južno obalo polotoka Krima.
V večjem delu klasičnega obdobja je v mestu vladala demokracija. Mesto je vodila skupina izvoljenih arhontov in mestni svet damiorgi. Sčasoma je v mestu začela prevladovati oligarhija in politična moč se je nazadnje zbrala v rokah arhontov. Zaprisega zvestobe, ki so jo v 3. stoletju pr. n. št. morali opraviti vsi meščani, se je ohranila vse do danes.

## Zgodovina
Herson je v poznem 2. stoletju pr. n. št. pripadel Bosporskemu kraljestvu, od sredine 1. stoletja pr. n. št. do 370. let n. št., ko so ga zasedli Huni, pa je pripadal Rimskemu cesarstvu.
V zgodnjem srednjem veku je postal del Bizantinskega cesarstva in leta 381 upešno prestal obleganje Gokturkov. Bizantinska oblast je bila precej ohlapna. V mestu je bil majhen garnizon bizantinske vojske, ki je mesto bolj ščitil kot pa nadziral. Mesto je bilo za Bizantince pomembno predvsem kot opazovalnica barbarskih plemen, zaradi njegove odmaknjenosti pa tudi priljubljeno mesto, kamor so izganjali vse tiste, ki niso bili po volji rimskim in kasneje bizantinskim oblastem. Med slavnimi izgnanci sta bila papeža Klemen I. in Martin I. in odstavljeni cesar Justinijan II. Teofan, pa tudi drugi viri, trdijo, da je bila v poznem 7. stoletju v Hersonu rezidenca hazarskega tuduna.
Leta 838 je bizantinski cesar Teofil v Herson poslal plemiča Petrona Kamatera, ki je malo pred tem nadziral gradnjo hazarske trdnjave Sarkel, z nalogo, da prevzame oblast v mestu in njegovi okolici. Mesto je ostalo v bizantinskih rokah vse do 980. let, ko ga je zasedla Kijevska Rusija. Veliki knez Vladimir Veliki ga je bil pripravljen vrniti samo po pogojem, da se z njim poroči sestra cesarja Bazilija II.  Ana Porfirogeneta. Njegova zahteva je v Konstantinoplu povzročila pravi škandal, ker se cesarske princese pred tem nikoli niso poročale z negrškimi možmi. Predpogoj za poroko je bil Vladimirjev krst, zato se je dal Vladimir  leta 988 krstiti in s tem odprl pot kristjanizaciji Kijevske Rusije. Po poroki so Rusi zapustili mesto. Glede na to, da ta vojni pohod Rusov v grških virih ni omenjen, zgodovinarji domnevajo, da se omembe v resnici nanašajo na dogodke v rusko-bizantinski vojni leta 1043 in nekega drugega Vladimirja. 
Večina dragocenosti, ki jo jih Slovani naropali v Hersonu, se je znašla v Novgorodu, kjer so jih vse do 20. stoletja hranili v katedrali sv. Sofije. Tja so prišle morda po zaslugi prvega novgorodskega škofa Joahima Hersonskega, katerega ime kaže na njegovo povezanost s tem mestom. Med najzanimivejšimi predmeti iz »hersonskega zaklada« so bakrena vrata, ki so zdaj vgrajena v katedrali svete Sofije.
Po četrti križarski vojni je Hersom pripadel Trapezundskemu cesarstvu, zatem pa je v zgodnjih 1300. letih prišel pod oblast Genovežanov. Leta 1299 so mesto oplenili  Nogaj kanovi Mongoli. Stoletje kasneje je mesto opustošil emir Bele horde Edigu in mesto je dokončno propadlo. V poznem 19. stoletju so v spomin na Vladimirjev krst na majhni vzpetini nad opuščenim mestom zgradili katedralo sv. Vladimirja v bizantinskem slogu.

## Arheološko mesto
Ruševine Hersona so zdaj v enem od sevastopolskih predmestij. Arheološka izkopavanja so se s podporo ruske vlade začela že leta 1827. Ruševine so urejene kot arheološki park in so priljubljena turistična zanimivost. Zgradbe so mešanica grških, rimskih in bizantinskih vplivov. Med njimi sta tudi rimski amfiteater in grški tempelj. Obrambno obzidje meri nekaj sto metrov. 
Največji del mesta je Hora, nekaj kvadratnih kilometrov nekoč obdelane, sedaj pa opuščene zemlje,  z ostanki stiskalnic za grozdje in obrambnih stolpov. Arheologi sklepajo, da so prebivalci plačevali pravico za obdelavo zemlje, da jih ne bi zasužnjili.
Izkopani nagrobniki kažejo, da so se hersonski pogrebni običaji razlikovali od grških. Vsak nagrobnik označuje grob samo enega pokojnika in ne cele družine, okrasje pa vsebuje samo predmete, na primer ešarpe in orožje, na pa tudi kipov oseb. V več kot polovici grobov so arheologi našli  otroške kosti. Zogleneli predmeti kažejo, da je bilo mesto oropano in požgano.
Herson je bil leta 2007 razglašen za peto od sedmih čudes Ukrajine.
13. februarja 2009 je ukrajinski minister za obrambo Jurij Jehanurov pozval rusko črnomorsko floto, naj s področja Hersona odstrani avtomobilske garaže, ki so bile ovira za vpis mesta na seznam spomenikov svetovne dediščine.

## Trenutne raziskave
Inštitut za klasično arheologijo Teksaške univerze v Austinu in lokalni Arheološki park raziskujeta mesto že od leta 1992. Ukrajinska vlada je Herson vključila na seznam kandidatov za seznam krajev svetovne dediščine. Mesto močno ogrožata urbanizacija in obalna erozija.